# Hydrocyclone

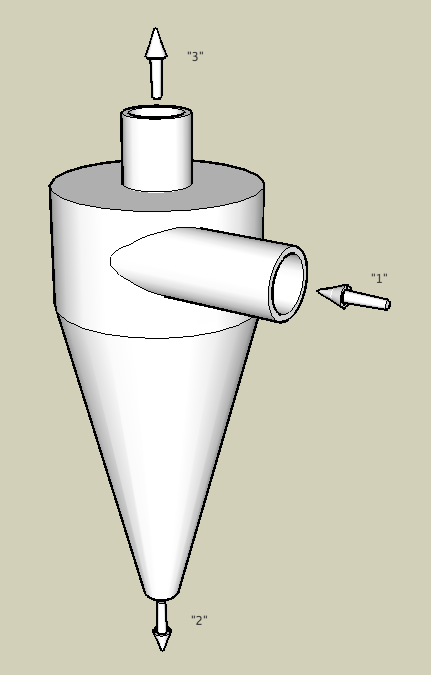
Un hydrocyclone. Le liquide chargé de particules solides entre à droite (en 1), les solides sortent en bas (2) et le liquide en haut (3).

Un hydrocyclone est un dispositif qui utilise la force centrifuge pour séparer des particules plus lourdes que l'eau. Celui-ci est régulièrement mis en place sur une installation de pompage (forage ou puits).
Ce n'est pas un filtre au sens strict du terme car il n'y a aucune barrière physique pour trier les particules ; ce type de dispositif est utilisé en amont d'un filtre pour éliminer les débris les plus gros afin de réduire l'entretien et le nettoyage du filtre. L'hydrocyclone dispose d'une cuve de rétention accumulant les particules ; ce réceptacle doit être nettoyé avec des fréquences plus ou moins importantes suivant la densité de particules sableuses dans l'eau et le débit utilisé sur l’installation de pompage.